# Nymphargus manduriacu
Espèce
Statut de conservation UICN

 CR  : 
En danger critique
Nymphargus manduriacu est une espèce d'amphibiens de la famille des Centrolenidae.

## Description
L'espèce est décrite à partir de trois mâles, mesurant de 24,0 à 25,7 mm, et d'une femelle de 28,8 mm.

## Répartition
Cette espèce en danger critique d'extinction a été identifiée dans le bassin du río Manduriacu en Équateur où elle est menacée par l'activité minière.

## Publication originale
- (en) Juan M. Guayasamin, Diego F. Cisneros-Heredia, José Vieira, Sebastián Kohn, Gabriela Gavilanes, Ryan L Lynch, Paul S Hamilton et Ross J Maynard, « A new glassfrog (Centrolenidae) from the Chocó-Andean Río Manduriacu Reserve, Ecuador, endangered by mining », PeerJ, PeerJ Publishing (d), vol. 7,‎ 26 février 2019, e6400 (ISSN 2167-8359, OCLC 793828439, PMID 30863669, PMCID 6404656, DOI 10.7717/PEERJ.6400).